# Іхор
Іхор — у давньогрецькій міфології — кров богів. На відміну від нектару й амброзії (їжі богів), не дає безсмертя. Іхор гігантів витікає з надр землі у вигляді нафти. Бронзовий велетень Тал помер після того, як з нього витік іхор.